# Слюдорудник
Слюдорудник — посёлок в составе Кыштымского городского округа Челябинской области России.

## География
Расположен в 14 км от центра городского округа города Кыштыма, в 120 км от Челябинска и в 140 километрах от Екатеринбурга, на речке Кыштымке, где расположено Новокыштымское водохранилище, построенное в 1990 году. Вокруг посёлка расположено много заброшенных подземных и открытых горных разработок.

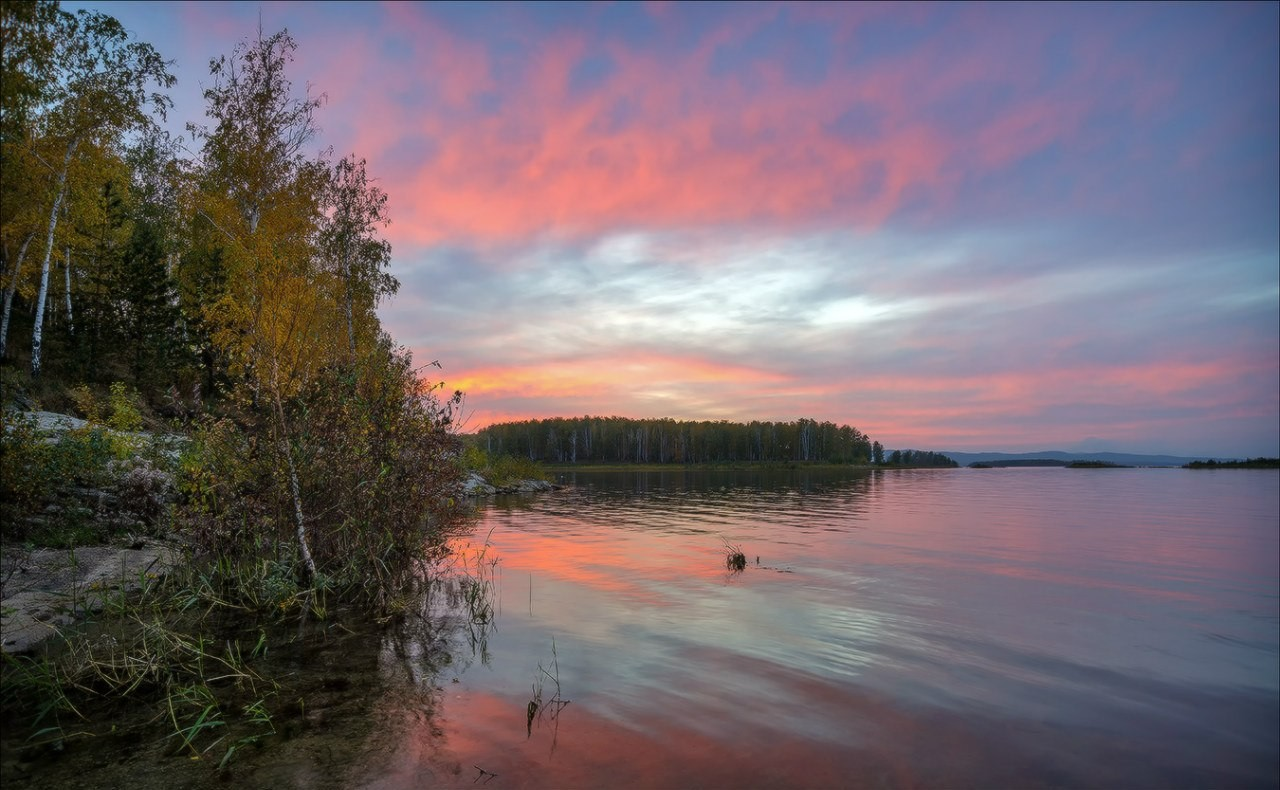
Новокыштымское водохранилище

## История
Мыли золото на месте будущего поселка еще с демидовских времен. Была вырыта канава рядом с рекой Кыштым, по канаве бежала вода, которой пользовались золотоискатели. Эти старые канавы и пруды и сейчас сохранились к северу от нынешнего поселка.
В 1870 году здесь нашли слюду, следующие карьеры были  выкопаны для добычи и разведки слюды.  Первые геологические карты района были составлены А.П.Карпинским в 1883 году. В 1899 году Кыштым посетил Д. И. Менделеев, откуда он увез две «пачки» слюды площадью 1,5 аршина в квадрате каждая. Месторождение получило название Слюдяногорского месторождения мусковита. Здесь побывал академик Александр Евгеньевич Ферсман. 
Впоследствии были открыты Теплогорское, Беркутинское и Серебрянское месторождения мусковита к югу, в сторону Карабаша.
Поселок образовался в 1932 году в связи с выработкой штольни по добыче слюды. Сначала в поселке были бараки, которые построил Союзслюдокомбинат. Постепенно появились школа, клуб, магазин Челябторга. Люди, в основном, работали в штольнях, добывали слюду. Женщины собирали смолу-живицу, перерабатывали в скипидар, так появилась «Смолокурка», она и по сей день включает в себя несколько домов. Образовался химлесхоз, который перерабатывал пни на деготь, заготавливал смолу и скипидар. На месте нынешнего поселка стоял сосновый бор и только два барака под названием «Бондарка». Бондари изготавливали бочки для живицы и бытовых целей. Также поблизости от основного поселка располагались мелкие поселки химлесхоза.
Основным занятием была добыча слюды. Слюду добывали открытым способом, тогда возникли два карьера на южном склоне Слюдяной горы. Руду добывали вручную и вывозили с помощью вагонеток на отвалы. Во время Великой Отечественной войны слюду отправляли на графито-каолиновый комбинат для нужд фронта.
Многие жители поселка были призваны на фронт, некоторые с него так и не вернулись. Время в поселке было трудное, голодное. Основными рабочими были дети и подростки. 
После войны поселок посетил Лазарь Моисеевич Каганович. По итогам его визита в школу были доставлены писчая бумага, книги, горн, барабан и знамя для пионерской организации.
С 1945 года в поселке действовала геологоразведочная партия, которая вела разведку месторождений слюды и кварца.

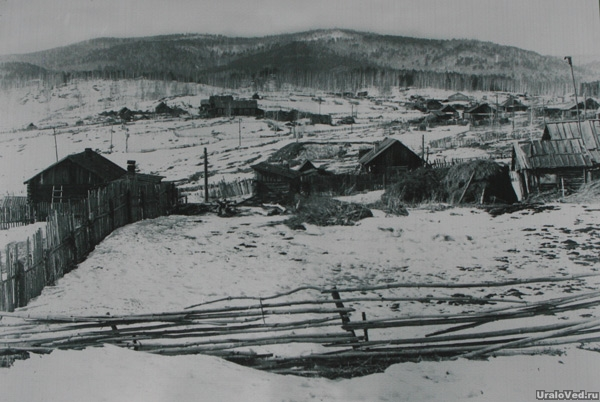
Вид посёлка в 1960-х годах

После детальной разведки Слюдяногорского месторождения в 1937-1943 годы под руководством П. П. Скабичевского была начата проходка штолен (подземных горизонтальных выработок) для добычи слюды закрытым способом. В штольнях на 4 уровнях были проложены рельсы, по которым на вагонетках руду и породу вывозили на поверхность. В 1961 году работы по добыче слюды были прекращены, а месторождение законсервировано, часть входов в штольни были засыпаны.

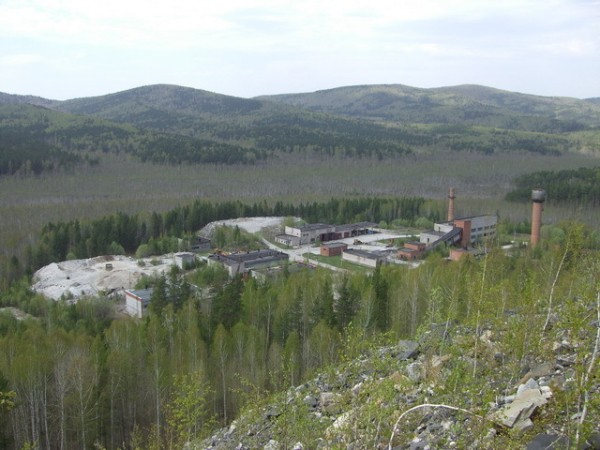
Кыштымский ГОК

В поселке работали две электростанции — паровые на каменном угле.  После радиационной аварии на химкомбинате «Маяк» в 1957 году жители деревень, попавших в зону заражения, были эвакуированы в поселок Слюдорудник. На месте бывшей Бондарки силами военных строителей в короткие сроки были построены бараки и жилые дома для новых жителей. Их силами была построена восьмилетняя школа №9 по Центральной улицк. Клуб, который действует и в настоящее время, был привезен из деревни Баевки, откуда были переселены люди. В связи с переселением из пострадавших деревень и началом работ по добыче кварца в окрестностях Теплой горы население резко увеличилось. В 1958 году была введена в эксплуатацию высоковольтная линия электропередачи от Тайгинского графито-каолинового комбината. С 1966 года начались активные работы по добыче кварца, которые вело Кыштымское карьероуправление, а впоследствии — Кыштымский горно-обогатительный комбинат (ГОК). Кварц отправляли на предприятия электротехнической и оборонной промышленности. За счет внутренних резервов ГОКа были построены дом быта, детский сад, рабочая столовая, котельная. Добыча кварца велась открытым способом, взрывами были выкопаны глубокие карьеры на жилах 170, 171 и др. Склад взрывчатых веществ «Аммональный» находился в 1 км западнее старого поселка, сейчас здесь действует конюшня и туристическая заимка. Динамит хранили до середины 90-х годов прошлого столетия, когда были прекращены взрывные работы и освоение новых месторождений кварца. В начале 1980-х годов была построена плотина и затоплена долина болота Долгого, водоем предназначался для деятельности Кыштымского ГОКа.  

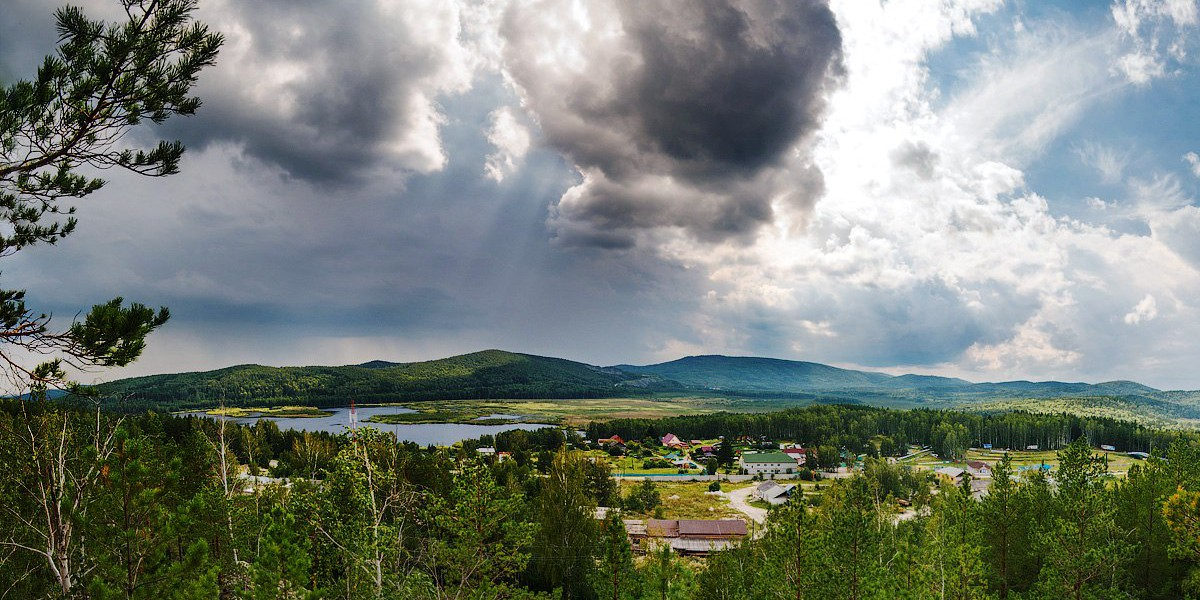
Посёлок в 2019 году

В настоящее время кварц добывают в руднике, который располагается за Долгим болотом, под северным склоном Теплой горы. В Слюдоруднике имеется спортивно-оздоровительный центр «Провинция» и клуб спортивного ориентирования «Роза ветров». Между Кыштымом и Слюдорудником находится природный комплекс «Сугомак». Помимо классических трасс для лыжных гонок и спортивного ориентирования создана одна из лучших в стране трасс для маунтинбайка. В «Провинции» организуется до 30 различных спортивных стартов в год. В 2016 году у подножья Слюдяной горы, в некогда пустующем промышленном ангаре прошла первая ярмарка-фестиваль «На рудниках».

## Население
| Численность населения | Численность населения | Численность населения | Численность населения |
| --------------------- | --------------------- | --------------------- | --------------------- |
| 1957                  | 1970                  | 2002                  | 2010                  |
| 181                   | ↗777                  | ↘532                  | ↘398                  |

В 1957 году поселок включал в себя 22 жилых дома (барака) и несколько производственных зданий. Сейчас более 60 домов. 
По данным Всероссийской переписи, в 2010 году численность населения посёлка составляла 398 человек. 

## Достопримечательности
Памятник погибшим во время Великой Отечественной войны. 

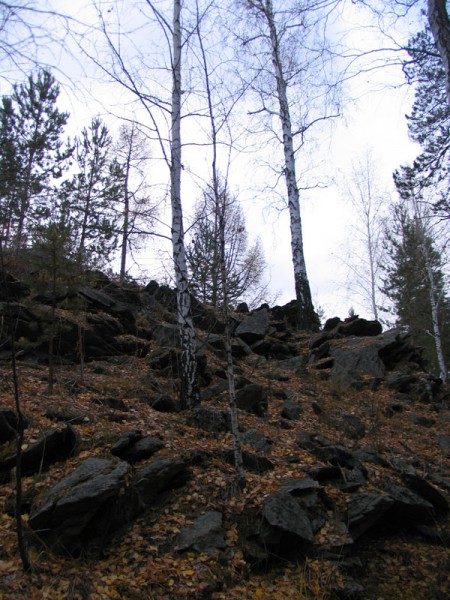
Сидоркина гора

Сидоркина гора (Большая Сидоркина гора) славится отвесными 50-метровыми скалами, покрытыми куртинами богородской травы.
Скала Каменные ворота (Крылья дракона) оригинальной формы со сквозным отверстием. Высота скал достигает 10 метров. 
Гора Беркут находится на водоразделе Европы и Азии. Восемь ручьёв берут здесь свои истоки и текут на все четыре стороны. Два из них устремлены к реке Уфе.  Громатуха, Малый Кыштым и Дурашкина речка несут свои воды в реку Кыштым, реки Черемшанка и Косая питают озеро Увильды. С вершины Беркута хорошо видны Кыштым, Озёрск и Карабаш. С юга, у подножия горы, лежит красивое озеро Большой Агардяш. На юго-западном его берегу темнеет хвоей группа кедров, взращённых жителями здесь в первой половине XIX века.
Штольни Слюдорудника, где сохранились доступные для посещения подземные выработки. Благодаря консервации рудника в 1961 году они довольно хорошо сохранились.

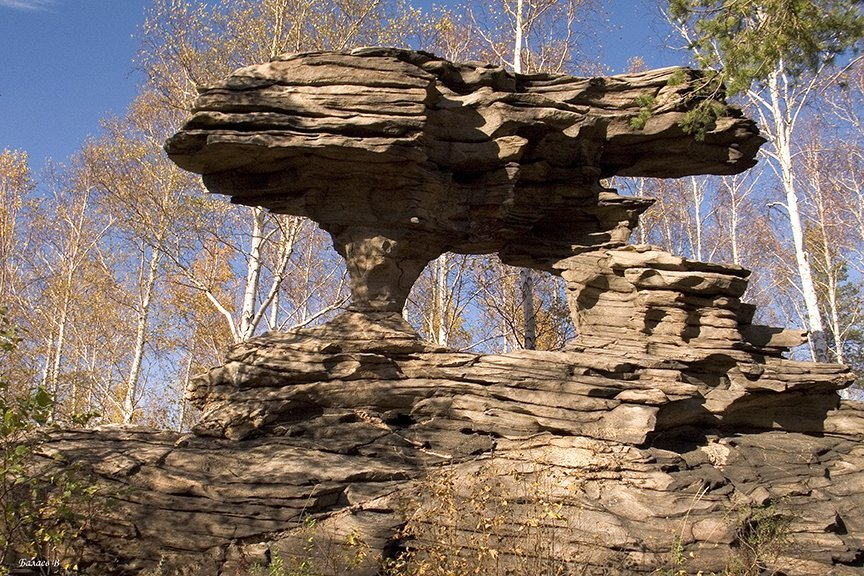
Скала Крылья дракона

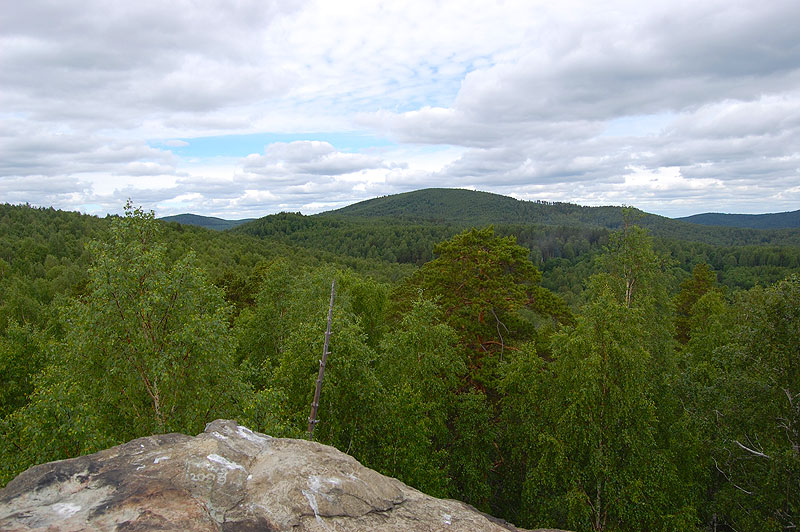
Гора Беркут

Вход в штольни

## Транспорт
В посёлке развита автобусная сеть  

## Уличная сеть
В поселке десять улиц: Геологическая, Геологический переулок, Горная, Лесная, Набережная, Проезжая, Родниковая, Слюдорудник, Центральная, Школьная.